# David Fernández Alonso
David Fernández Alonso (geboren am 14. April 1996 in Valladolid) ist ein spanischer Handballspieler, der auf der Spielposition rechter Rückraum eingesetzt wird.

## Vereinskarriere
David Fernández Alonso spielte bis 2014 in Spanien bei Cuatro Rayas Valladolid, von 2014 bis 2015 bei BM Nava, dann erneut für ein Jahr beim Team aus Valladolid. Von 2016 bis 2020 spielte er in der Liga Asobal bei Ademar León.
Er wechselte 2020 nach Polen zum Verein Wisła Płock, mit dem er im Jahr 2022 den nationalen Pokalwettbewerb gewann.
In der Saison 2022/2023 spielte Fernández auf Leihbasis wieder in Spanien bei Ademar León. Im Sommer 2023 wurde sein bis zum Jahr 2025 laufender Verteg mit Wisła Płock in gegenseitigem Einvernehmen aufgelöst. Er kehrte nach dieser Vertragsauflösung wieder zurück zu Ademar León.
Der FC Porto bekundete 2023 sein Interesse an der Verpflichtung Fernández’ und löste ihn mit 50.000 Euro ab. Für den portugiesischen Verein kam er verletzungsbedingt wenig zum Einsatz. Er kam 2025 mit seinem Verein auf den 2. Platz der portugiesischen 1. Liga.
Im Sommer 2025 ging er zurück nach Spanien, wo er vom Aufsteiger Caserío Ciudad Real verpflichtet wurde.
Mit den Teams aus León, Płock und Porto nahm er an europäischen Vereinswettbewerben teil.

## Auswahlmannschaften
Sein erstes Spiel für Spanien absolvierte er am 5. November 2011 mit der promesas selección gegen die Auswahl Portugals. Fernández spielte als Jugendnationalspieler Spaniens bei der U-18-Europameisterschaft in Polen (2014) und der U-19-Weltmeisterschaft in Russland (2015). Als Juniorennationalspieler Spaniens nahm er an der U-20-Europameisterschaft in Dänemark (2016) teil, bei der er mit dem Team Europameister wurde, und an der U-21-Weltmeisterschaft in Algerien (2017), bei der die Spanier Weltmeister wurden. Er stand bis Juli 2017 in 78 Spielen im Aufgebot der spanischen Nachwuchsteams und erzielte dabei 210 Tore.
Sein erstes Länderspiel für die spanische A-Nationalmannschaft bestritt er am 23. Oktober 2019 gegen die polnische Auswahl.